# 2020年 五月の恋
『2020年 五月の恋』（にせんにじゅうねん ごがつのこい）は、WOWOW制作により、YouTubeWOWOWオフィシャルチャンネルおよびWOWOWメンバーズオンデマンドにて2020年5月28日から5月31日まで21時から無料配信、WOWOWプライムにて6月2日から6月5日まで23時45分から翌0時に無料放送された日本のテレビドラマ。全4話。リモートワークにて制作された、コロナ禍の中で間違い電話をきっかけに離婚以来4年ぶりに連絡をとることとなった元夫婦の交流を描いたショートドラマ。岡田惠和脚本、松永大司監督。吉田羊と大泉洋のダブル主演。「東京ドラマアウォード2020 単発ドラマ部門 優秀賞」受賞。
全4話に未公開映像を加えて1本化した「特別版」が、WOWOWプライムにて7月5日の13時から14時に無料放送された。

## 企画・製作

### 企画
新型コロナウイルス感染症の感染拡大防止のため主演ドラマ『コールドケース3 〜真実の扉〜』の撮影自粛が続く吉田羊が、自粛期間中の5月6日に戯曲『12人の優しい日本人』のリモートリーディングに参加して、視聴者からの好反響に「ステイホームならではの立派な娯楽」になりうると実感。「2時間の舞台戯曲が出来るなら、分割すれば連ドラも出来るはず」と、「お芝居で日本を元気にしたい」「心の栄養を届けたい」との想いを込めて本企画を発案した。
吉田が5月8日にプロデューサーの岡野真紀子へ「なんか私たち表現しないと駄目だよね」「今しかできないことをやらない?」と電話をかけて、本企画がスタート。脚本に岡田惠和、共演に大泉洋、監督に松永大司をとの吉田の要望もあり、自粛期間に新たなエンターテインメントの形を模索してちょうど岡野と「電話をキーワードに何かやりたいね」と話していたという岡田が賛同し、「素敵な俳優さんがいてくだされば、面白いドラマはつくれるはず」との確信のもとに元夫婦の会話劇を10日間ほどで書き上げた。「洋&羊コンビ」としてNHK大河ドラマ『真田丸』で吉田と夫婦役を演じた大泉も、「この企画は大泉さんとでしか考えられない!」と吉田から直々にメールでの誘いも受けてこれに賛同。さらにこの苦境の折に「自分には何ができるのだろうか?」と考えていたという、吉田の主演映画『ハナレイ・ベイ』で監督を務めた松永が加わって、企画立ち上げから20日後の5月28日からの配信開始という本企画のスピード実現へと至った。

### 製作
製作にはテレビドラマのスタッフに加えて通常は映画や音楽ライブ中継などの作品に携わるスタッフも協力して、吉田と大泉がそれぞれ異なる場所で演技を行うのを同時にカメラ撮影し、監督の松永がその様子をさらに異なる場所で中継映像で見ながら演出を行うという手法がとられた。
2人が住むマンションの部屋には東京都内にある16km離れた2つのハウススタジオが用いられた。各スタジオ内には異なるアングルで据え付けられたの2台のiPhone/iPadと指示用パソコンが設置され、WOWOW本社内の基地にいる監督はリアルタイムで送信されるiPhone/iPadの映像を見ながら指示用パソコンを通じて音声で指示を伝える形でリモート演出を行った。部屋には俳優以外は立ち入らずに、実際に電話回線を繋いで相手の声が受話器から聴こえる状態で会話を行うことで、一人暮らしの長電話を完全に再現している。収録は各話をワンカット撮影で、リハーサルにて修正を入れた後に、本番は最初から最後までノンストップで行われた。リハーサルを繰り返す中で芝居の新鮮さを保ち、相手の新鮮なリアクションを引き出すために、一方の音声をオフにして「内緒の演出」を伝えるなどの工夫もなされた。収録と同時に画面のスイッチングを行い、それをもとに後に編集が加えられている。
町内放送が流れてくるなどリモート収録ならではのNGや、同じ空間にいないことによるコミュニケーションの難しさの反面で、カメラマンをはじめスタッフが誰も存在しない場所での演技は演者の自意識を排することができ、俳優の演技に新たな可能性が感じられたという。

## あらすじ
2020年5月の東京で、大手スーパーマーケットの都心店舗で売り場を任され外出自粛期間中も働くユキコと、中堅設計会社の営業マンで慣れない在宅でのリモートワークに四苦八苦するモトオ。2人は約4年前に離婚した元夫婦で、ともに独身バツイチ。
2人は離婚以来連絡を取り合っていなかったが、ふとしたことでモトオはユキコへ間違い電話をかけてしまい、久しぶりに元夫からかかってきた電話にユキコは渋々出る。

## 登場人物
ユキコ
演 - 吉田羊
大手スーパーマーケット勤務。都心店舗の売り場責任者。モトオの元妻で、バツイチの独身。
モトオ
演 - 大泉洋
中堅設計会社勤務。営業マン。ユキコの元夫で、バツイチの独身。

## スタッフ
- 脚本 - 岡田惠和
- 監督 - 松永大司
- プロデューサー - 岡野真紀子
- 技術協力 - WOWOWエンタテインメント
- 製作著作 - WOWOW

## 配信・放送日程
| 放送回 | 配信日  | 放送日  |
| ------ | ------- | ------- |
| 第一夜 | 5月28日 | 6月02日 |
| 第二夜 | 5月29日 | 6月03日 |
| 第三夜 | 5月30日 | 6月04日 |
| 最終夜 | 5月31日 | 6月05日 |